# Gillian Barber
Pour les articles homonymes, voir Barber.
Gillian Barber est une actrice britannique née en 1957 en Angleterre (Royaume-Uni).

## Filmographie

### Cinéma
- 1985 : Rainbow War : Yellow Queen
- 1987 : Le Beau-père (The Stepfather) : Anne Barnes
- 1990 : Short Time : Nurse
- 1992 : Impolite : Voice on the Phone
- 1992 : North of Pittsburgh : Secretary
- 1993 : Le Bazaar de l'épouvante (Needful Things) : Myrtle Keeton
- 1994 : Double Cross : Coroner
- 1994 : Max : Donna, Jayne's Friend
- 1995 : Gold Diggers: The Secret of Bear Mountain : Grace Briggs
- 1995 : Jumanji : Mme Thomas
- 1996 : Maternal Instincts : Julie Taft
- 1997 : Bliss de Lance Young : Thérapeute
- 1997 : Kitchen Party : Barb
- 1998 : Comportements troublants (Disturbing Behavior) : Judy Effkin
- 1999 : Double jeu (Double Jeopardy) : Rebecca Tingely
- 2000 : Le Coupable (The Guilty) : Maddy Corrigan
- 2000 : Suspicious River : Mrs. Schmidt
- 2000 : À l'aube du sixième jour (The 6th Day) : Katherine's Doctor
- 2001 : Comme chiens et chats (Cats & Dogs) : Factory Receptionist
- 2003 : Stealing Sinatra : Mary Keenan
- 2003 : Ma vie sans moi (My Life Without Me) : l'infirmière #1
- 2007 : Hot Rod : Riot Singer
- 2007 : Beneath : Donna
- 2010 : 2012 : Une passagère du bateau
- 2011 : Hamlet : Gertrude
- 2015 : Patterson's Wager : Madeline
- 2018 : Status Update : Mrs. Gregory
- 2018 : Idle Thoughts : Loretta

### Télévision
- 1985 : Brotherly Love (téléfilm) : Ski Shop Clerk
- 1990 : Matinee (téléfilm) : Marilyn
- 1992 : Diagnostic : Meurtre (téléfilm) : Susan Blankenship
- 1993 : Un enfant de trop (Moment of Truth: A Child Too Many) (téléfilm) : Adoptive Mother
- 1993 : X-Files (saison 1, épisode Un fantôme dans l'ordinateur) : Nancy Spiller
- 1994 : L'Homme qui refusait de mourir (téléfilm) : Art Sycophant
- 1994 : L'Échange (Someone Else's Child) (téléfilm) : Mrs. Reed
- 1994 : X-Files (saison 2, épisode Le Musée rouge) : Beth Kane
- 1995 : Les Galons du silence (Serving in Silence: The Margarethe Cammermeyer Story) (téléfilm) : Colonel Koufalis
- 1995 : The Other Mother: A Moment of Truth Movie (téléfilm) : Mrs. Kramer
- 1995 : Action Man (série télévisée) : Additional Voices (voix)
- 1995 : Jack Reed: One of Our Own (téléfilm) : Francine Hood
- 1995-1997 : X-Files (épisodes Monstres d'utilité publique et Journal de mort) : Penny Northern
- 1996 : The Halfback of Notre Dame (téléfilm) : Sister Mary Catherine
- 1996 : Coup de sang de Jonathan Kaplan : Bonnie Clutter
- 1997 : Touched by Evil (téléfilm) : Betty
- 1997 : Poltergeist, les aventuriers du surnaturel (saison 2, épisode 13) : Joan Warner
- 1997 : Au-delà des rêves (NightScream) (téléfilm) : Dr Melville
- 1997 : Obsédée par le jeu (High Stakes) (téléfilm) : Pediatrician
- 1997 : Intensity (téléfilm) : Chairperson
- 1997 : L'Associé du diable (The Advocate's Devil) (téléfilm) : District Attorney
- 1997 : Délit d'abandon (Unwed Father) de Michael Switzer (téléfilm) : Case Worker
- 1998 : Alien Abduction: Incident in Lake County (téléfilm) : Roselyn McPherson
- 1998 : Goldrush: A Real Life Alaskan Adventure (téléfilm) : Mother Fitz
- 1998 : Je t'ai trop attendue (I've Been Waiting for You) (téléfilm) : la mère d'Eric
- 1998 : Nobody Lives For Ever (téléfilm) : Ann Corley
- 1998 : Notre enfant (The Baby Dance) (téléfilm) : Nurse Nancy
- 1998 : Stargate SG1 (saison 2, épisode 4 : Le maître du jeu) : une résidente
- 1999 : The Color of Courage (téléfilm) : Carol
- 1999 : Le Train de l'enfer (Final Run) (téléfilm) : Mrs. Hofflund
- 2000 : Une rencontre pour la vie (A Storm in Summer) (téléfilm) : Mrs. Parker
- 2001 : Christy: The Movie (téléfilm) : Catherine
- 2001 : The Sports Pages (téléfilm) : (segment How Doc Waddems Finally Broke 100)
- 2001 : Affaires de femmes ("A Girl Thing") (feuilleton TV) : Arliene
- 2001 : Christy, Choices of the Heart, Part II: A New Beginning (feuilleton TV) : Catherine
- 2002 : Bang bang t'es mort (téléfilm) : Principal Meyer
- 2002 : Shadow Realm (téléfilm) : Dr Bonnie Talbott
- 2002-2003 : Stargate SG1 (saison 6 et 7) : Ambassadeur Dralok
- 2003 : Before I Say Goodbye (téléfilm) : Therapist
- 2003 : Un amour inattendu (An Unexpected Love) (téléfilm) : Rita
- 2003 : D.C. Sniper: 23 Days of Fear (téléfilm) : Audrey Duncan
- 2003 : Out of Order (saison 1, épisodes 1 à 6) : La tante de Lorna
- 2004 : Jack (téléfilm) : Vice Principal
- 2004 : Les 4400 (saison 1, épisode 5) : Dr Roxanne Kern
- 2004 : Huff (saison 1, épisode 1) : La mère de Sam
- 2004 : Dead Zone (saison 3, épisode 12) : Dr Surman
- 2004 : The Collector (saison 1, épisode 4) : Sara Eklund
- 2006 : Supernatural (série télévisée) (saison 1, épisode 12) : Mme Rohr
- 2006 : The Evidence (saison 1, épisode 6) : Susan Bober
- 2007 : Masters of Science-Fiction (saison 1, épisode 4) : Dr Goldstein
- 2008 : The Guard (saison 2, épisodes 5 et 6) : La mère de Laura
- 2009 : Fear Itself (saison 1, épisode 9) : Moonflower Dougdale
- 2010 : Always is Bridesmaid (saison 1, épisode 1) : Sheila
- 2011 : To The Mat (téléfilm) : Iris Dumont
- 2011 : Endgame (saison 1, épisode 3) : Renata Sevigny-Venturi
- 2013 : Retour à Cedar Cove (saison 1, épisodes 10 et 11) : Donna Kirkland
- 2013 : Witches of East End (saison 1, épisodes 1, 4 et 5) : Maura Thatcher
- 2014 : Bates Motel (saison 2, épisode 1) : Dr Helen Ginsberg
- 2015 : Le message de Noël (The Christmas Note) (téléfilm) : Mrs. Schweiger
- 2016 : Le Maître du Haut Château (saison 2, épisodes 2, 4, 6 et 7) : Alice Adler
- 2016: The Romeo Section (saison 2, épisodes 4 et 5) : Evelyn Sproule
- 2017: Supernatural : Docteur Hess (saison 12 épisodes 17, 21 et 22)
- 2018: Chesapeake Shores : Deidra Peck (Saisons 3, 5 et 6) (2018-2022)
- 2019: Unspeakable : Dr Hannah Strawczynski (mini-série, épisodes 1 et 6)
- 2021: Maid : Melody (mini-série, épisodes 6 et 8)
- 2022: Sur ordre de Dieu : Soeur Doreen (mini-série, épisodes 2,3 et 4)